# メーガン・ジェンドリック
メーガン・ジェンドリック（Megan Jendrick, 1984年1月15日 - ）はアメリカワシントン州タコマ出身の女子競泳選手。旧姓はメーガン・クワン。専門は平泳ぎ。

## 経歴
1999年のパンパシフイック水泳選手権100m平泳ぎで銀メダルを獲得するなど早くから注目されていた。16歳で迎えた2000年シドニーオリンピック代表選考会では、100m平泳ぎでランキング1位の1分7秒12をマークして金メダル宣言をしていた。本番では宣言通り1分7秒05で、当時の世界記録保持者のペネローペ・ヘインズらを抑えて金メダルを獲得。メドレーリレーも世界新記録で優勝した。
2001年の福岡世界水泳選手権では50m平泳ぎで4位、100m平泳ぎで5位と個人種目ではメダルに届かなかったが、メドレーリレーでは銀メダルを獲得。
2004年アテネオリンピックは選考会で敗れ出場できなかった。同年に俳優のネイサン・ジェンドリックと結婚して改姓する。
2008年北京オリンピック代表選考会では100m平泳ぎで2位に入り2大会ぶりの出場権を獲得。本番では5位。予選を泳いだメドレーリレーでは銀メダルを獲得した。

## 自己ベスト
- 50m 平泳ぎ : 30秒88 (2005年)
- 100m 平泳ぎ : 1分07秒05 (2000年)
- 200m 平泳ぎ : 2分25秒36 (2008年)